# STAY (浅香唯のアルバム)
『STAY』（ステイ）は、浅香唯の12枚目のスタジオ・アルバム。1992年2月26日にマイカルハミングバードよりリリースされた。

## 解説
- シングル「愛しい人と眠りたい」と、そのカップリング「黒い鳥」を収録。
- 前作『硝子の都』に楽曲を提供した、当時サザンオールスターズのギタリストだった大森隆志がサウンド・プロデュースを担当。
- 豪華作家陣の楽曲提供をひとつのセールス・ポイントとして挙げていた。
- 原由子が書き下ろした「黒い鳥」は、一見ラブソングだが、実際は湾岸戦争で油まみれになった鳥を取り上げている。
- 浅香はファンクラブ会報誌で「このアルバムにサブタイトルを付けるなら、“アコースティック・レター（聴覚への手紙）”と付けたい」と語っていた。
- スザンヌ・ヴェガの「ルカ」を日本語でカバー。初めてのカバーとなった。また、本作発売後の3月6日にテレビ朝日『ミュージックステーション』出演の際もこの曲を披露した。
- 本作を引っさげて、ライブ『STAY with ME』（1992年2月25日、クラブチッタ川崎）、またコンサート『飛躍』（1992年5月4日、中野サンプラザ）を開催した。

## 収録曲
1. Stay with me
  - 作詞: 浅香唯、作曲・編曲: 加藤和彦
2. 友情
  - 作詞: 松本隆、作曲・編曲: 大森隆志
3. 愛しい人と眠りたい
  - 作詞: 松本隆、作曲・編曲: 大森隆志
4. WORKING GIRL
  - 作詞: 森雪之丞、作曲・編曲: 加藤和彦
5. 休日、ひだまりのキッチンで
  - 作詞: 川田多摩喜、作曲・編曲: コシミハル
6. 友達に戻ろう
  - 作詞・作曲: 平松愛理、編曲: 加藤和彦
7. あなたを忘れない
  - 作詞: 森雪之丞、作曲: 高橋幸宏、編曲: コシミハル
8. ルカ
  - 作詞・作曲: スザンヌ・ヴェガ（日本語詞: 川田多摩喜）、編曲: 大森隆志
9. 黒い鳥
  - 作詞・作曲: 原由子、編曲: 加藤和彦

「愛しい人と眠りたい」のカップリング曲。
10. Rhythm of Universe
  - 作詞: 浅香唯、作曲・編曲: 大森隆志

## 関連作品
- 浅香唯大全集 THE COMPLETE BOX
- 浅香唯 30周年記念コンプリートBOX